# Macrinus (geslacht)
Macrinus is een geslacht van spinnen uit de  familie van de Sparassidae (jachtkrabspinnen).

## Soorten
- Macrinus jaegeri Rheims, 2007
- Macrinus pollexensis (Schenkel, 1953)
- Macrinus succineus Simon, 1887